# Etil-3-(3-dimetilaminopropil)carbodiimida
L'Etil-3-(3-dimetilaminopropil)carbodiimida (EDC, EDAC o EDCI) és un carbodiimida soluble en aigua generalment obtingut com a hidroclorur. Normalment s'utilitza en un rang de 4.0-6.0 pH. Generalment s'utilitza com a activant del group àcid carboxílic per a l'acoblament de les amines primàries o secundàries per a la producció d'enllaços amida. A més, EDC també es pot utilitzar per activar els grups de fosfat per formar fosfoesters i fosforamidats. Els usos comuns d'aquesta carbodiimida inclouen la síntesi en fase sòlida de pèptids, reticulació de proteïnes a l'àcid nucleic, sinó també en la preparació de immunoconjugats. EDC s'utilitza sovint en combinació amb N-hidroxisuccinimida (NHS) per a la immobilització de grans biomolècules.

## Preparació
EDC és disponible comercialment en forma d'hidroclorur. Es pot preparar mitjançant l'acoblament isocianat amb N,N-dimetilpropan-1,3-diamina donant la urea, seguit per deshidratació: